# Sopotnička
Sopotnička – potok, prawy dopływ potoku Sopotnica na Słowacji. Cała jego zlewnia znajduje się w obrębie Doliny Sopotnickiej (Sopotnická dolina) w zachodniej części Niżnych Tatr. Ma źródła na wysokości około 1150 m w dolinie wciosowej między południowym i południowo-wschodnim grzbietem Holicy. Spływa początkowo w kierunku południowo-wschodnim, w dolnej części swojego biegu skręca na południe i na wysokości 579 m uchodzi do Sopotnicy. Następuje to na polanie powyżej leśniczówki horareň Sopotnica, w miejscu o współrzędnych 48°49′49″N 19°21′31″E/48,830278 19,358611. Cała zlewnia potoku Sopotnička znajduje się na terenie porośniętym lasem. Tylko jej najwyższa część (powyżej około 1100 m) jest w granicach Parku Narodowego Niżne Tatry, większa część zlewni znajduje się już poza obszarem tego parku.
Sopotnička ma długość 3,7 km.